# Кралска грама
Кралските грами (Gramma loreto) са вид актиноптери от семейство Граматови (Grammatidae).
Те са незастрашен вид.
Таксонът е описан за пръв път от Фелипе Поей през 1868 година.